# Beirut
Beirut (AFI: /beiˈrut/; in arabo بيروت‎?, Bayrūt; in francese Beyrouth; in italiano medievale Baruti) è una città del Libano, capitale dello Stato nonché capoluogo dell'omonimo governatorato. Con 450 000 abitanti nei propri confini amministrativi, è la città più popolosa del paese vicino-orientale e con la sua area metropolitana racchiude circa un decimo della popolazione libanese.
Secondo ritrovamenti archeologici l'area della moderna Beirut, sita nei pressi dell'antica Berito, sarebbe stata abitata dal Pleistocene medio anche se la città assunse una qualche importanza solo in epoca greca - divenendo nota come Laodicea di Fenicia - e romana. Essa fu successivamente contesa durante il Medioevo tra Arabi musulmani e i crociati cristiani venuti dall'Europa, venendo conquistata dagli Ottomani nel 1516. La città rimase nell'impero fino alla sua dissoluzione, passando ai francesi con il Mandato del Grande Libano. Al termine della seconda guerra mondiale la città divenne capitale del neonato Libano.
Nonostante le gravi distruzioni causate dalla guerra civile (1975-1990), Beirut è tornata a essere la principale piazza finanziaria, bancaria, assicurativa e commerciale del Vicino Oriente disponendo di importanti collegamenti con le città siriane di Aleppo e Damasco. Grazie alla sua storia cosmopolita, la città rappresenta inoltre un centro culturale e accademico di grande rilevanza ed è sede di quattro università. Essa ospita inoltre la sede della Commissione economica e sociale per l'Asia Occidentale (ESCWA) nonché diversi uffici regionali per il mondo arabo dell'Organizzazione internazionale del lavoro e dell'UNESCO.

## Etimologia del nome
Il toponimo Beirut è una trascrizione dell'arabo Bayrūt (بيروت) a sua volta derivato dal fenicio Berot/Birut (𐤁𐤓𐤕, Brt) che potrebbe corrispondere alla parola "be'rot", letteralmente "i pozzi" o "le sorgenti d'acqua". Nella prima menzione sulle lettere di Amarna la città viene attestata con il nome di Biruta, venendo ellenizzato in Bērytós (Βηρυτός) e latinizzato in Berytus.

## Storia

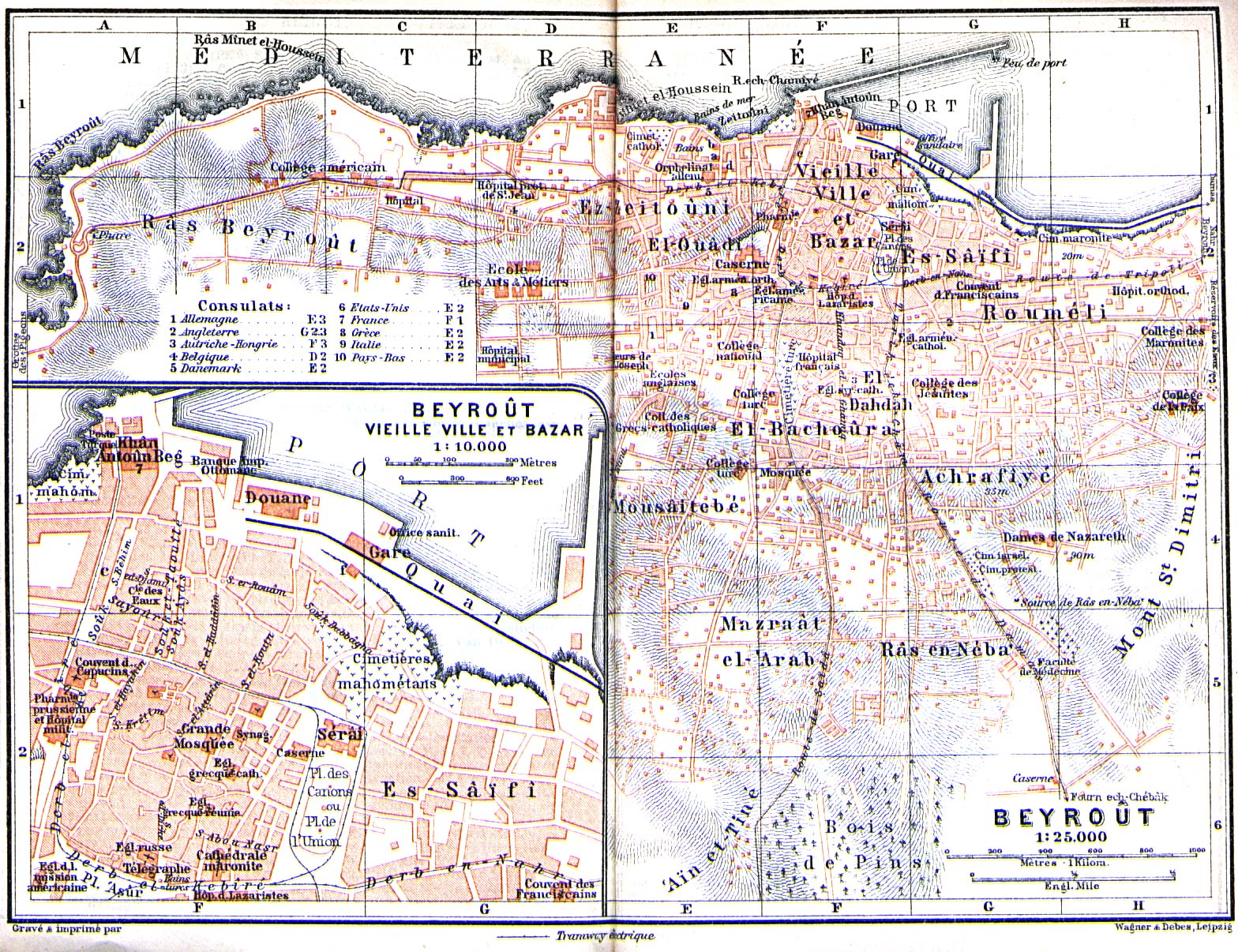
Mappa del centro di Beirut agli inizi Novecento.

### Età antica
L'area di Beirut fu intensamente abitata dal Pleistocene medio anche se le prime tracce di un insediamento vero e proprio risalgono all'età del bronzo. Come testimoniato da alcuni reperti la città, durante il Medio Regno, rientrò nell'influenza dell'Egitto, venendo menzionata per la prima volta in una tavoletta cuneiforme delle lettere di Amarna.
Durante il periodo di massima fioritura delle città-stato fenicie, Beirut rimase in una posizione di limitata importanza, all'ombra di Tiro, Sidone e Biblo.
Nel 140 a.C. la città fu distrutta nel corso nella lotta per la successione al trono seleucide tra Diodoto Trifone e Antioco VII e venne presto ricostruita secondo un modello urbanistico prettamente ellenistico con il nome di "Laodicea nella Fenicia" (Λαοδικεια ή του Φοινίκη).
Beirut acquisì crescente importanza durante il periodo romano, venendo innalzata al rango di colonia nel I secolo con il nome di Colonia Iulia Augusta Felix Berytus. A partire dal III secolo, la città si fregiò del privilegio di ospitare la famosa Scuola di Diritto, che rivaleggiò in fama con le scuole di Atene, Alessandria e Cesarea di Palestina e contribuì alla raccolta del materiale giurisprudenziale di diritto romano, giovandosi del lavoro di insigni giuristi come Papiniano e Ulpiano.
Nel 531, sotto il regno dell'Imperatore bizantino Giustiniano (527-565), la scuola venne scelta per contribuire all'elaborazione del Corpus iuris civilis, ma nel 551 Beirut fu sconvolta da un violento terremoto. La scuola fu spostata nella vicina Sidone e la città cadde in un lungo periodo di declino, venendo infine conquistata dalle truppe islamiche nel 635.
Nel 1110 la città fu conquistata dalle forze crociate, guidate contro la Città Santa da Baldovino I e fu annessa al regno crociato di Gerusalemme immediatamente istituito, diventando la sede di una signoria all'interno del Principato di Galilea, ma un secolo circa dopo fu ripresa da Ṣalāḥ al-Dīn ibn Ayyūb (Saladino) nel 1187, dopo la battaglia di Ḥaṭṭīn. La città fu riconquistata da Amalrico di Lusignano (in seguito re Amalrico II di Gerusalemme) nel 1194 e prosperò economicamente, in particolare sotto la reggenza di Giovanni di Ibelin detto "il vecchio signore di Beirut" (1205-1236), una delle personalità più influenti di Outremer. Fu costruita in questo periodo la chiesa di San Giovanni Battista dei Cavalieri Ospitalieri, oggi moschea al-ʿUmarī. Il periodo crociato si concluse solo il 31 luglio 1291 con la conquista mamelucca.

### La dominazione ottomana
(Fairouz, Hawa Beirut)
Nel 1516 Beirut viene conquistata dagli Ottomani e in questo periodo l'economia si sviluppò, soprattutto grazie alle politiche dell'Emiro Fakhr al-Dīn, che aumentò gli scambi con diverse altre città del Mediterraneo, in particolare con Venezia.
A partire dal XVIII secolo le fortune di Beirut sono contrapposta a periodi meno favorevoli. L'emiro Bashir Shihab II intraprese anch'egli politiche economiche che favorirono la città. Allo stesso tempo però, nel 1832, strinse un'alleanza con il figlio del Pascià ottomano ribelle d'Egitto Mehmet Ali, Ibrāhīm Pascià.

Questo causò allarme all'interno dell'Impero ottomano e di diverse nazioni europee, in particolare del Regno Unito.

Nel 1840 Beirut viene bombardata e riconquistata da una flotta composta da austriaci, britannici e turchi.
Negli anni che seguirono, la popolazione di Beirut crebbe molto per i traffici commerciali che si facevano intensi, arricchendo la città, e anche perché accolse molti profughi cristiano-maroniti che fuggirono da monti della regione dello Shuf e da Damasco dove erano stati perseguitati. Le truppe francesi, per proteggere i maroniti, entrarono in città.

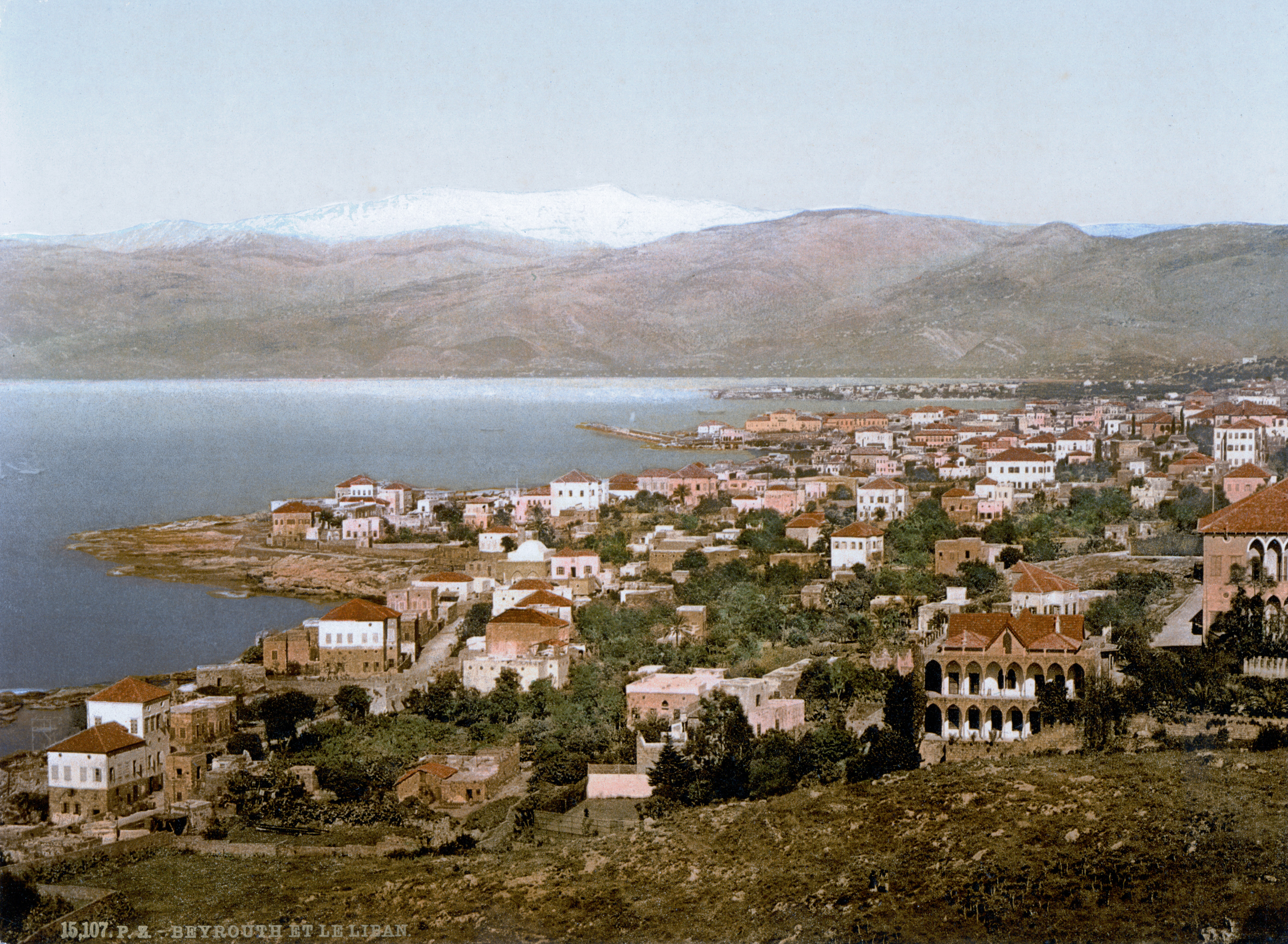
Beirut in una cartolina degli inizi del Novecento.

Nel 1866 alcuni missionari siriani e americani fondarono il Syrian Protestant College che divenne l'American University of Beirut, una delle università più prestigiose di tutto il Vicino Oriente.
Allo scoppio della prima guerra mondiale Beirut era ancora una città dell'Impero ottomano e per questo motivo subì l'embargo degli alleati che afflisse molto la popolazione. Durante questo periodo molto difficile per la città (ci fu anche una grave carestia e un'epidemia di peste) i cittadini si rivoltarono contro i turchi. Coloro che scatenarono la rivolta furono però catturati e impiccati nell'odierna Piazza dei Martiri (Place des Martyrs).

### L'indipendenza
La fine della prima guerra mondiale comportò anche la fine della dominazione turca su Beirut, che passò sotto controllo francese nel mandato del Grande Libano che comprendeva anche la Siria.
Durante la seconda guerra mondiale, Beirut viene occupata dagli alleati che la utilizzarono come base per rifornimenti.
Dopo la guerra, nel 1946, i francesi lasciarono definitivamente il Libano, e Beirut divenne la capitale dello Stato. A partire dal 1948 Beirut accolse molti profughi ebrei cacciati dai paesi arabi, e il Libano divenne l'unico Stato arabo in cui la popolazione ebraica aumentò dopo la creazione dello Stato di Israele; nello stesso periodo giunsero nel Paese molti profughi palestinesi.
Nel 1958 Beirut viene scossa da numerosi disordini legati alla crisi libanese del 1958 e innescati dai richiami al Panarabismo del presidente egiziano Gamal Abd el-Nasser, e solo in seguito all'intervento di militari statunitensi venne ripristinato l'ordine.
Negli anni 1960 Beirut raggiunse il suo massimo sviluppo economico, divenendo il principale polo finanziario del mondo arabo e una nota meta turistica, frequentata da personaggi famosi di tutto il mondo.
Nel 1967 la guerra dei sei giorni ebbe come conseguenza in Libano l'arrivo di migliaia di profughi palestinesi, che comportando la perdita della maggioranza della popolazione cristiana maronita e quindi alterando i delicati equilibri di potere tra gruppi etnici e confessionali diversi istituzionalizzati dalla Costituzione del 1943, sarà una delle cause dello scoppio successivo della lunga guerra civile.

### La guerra civile

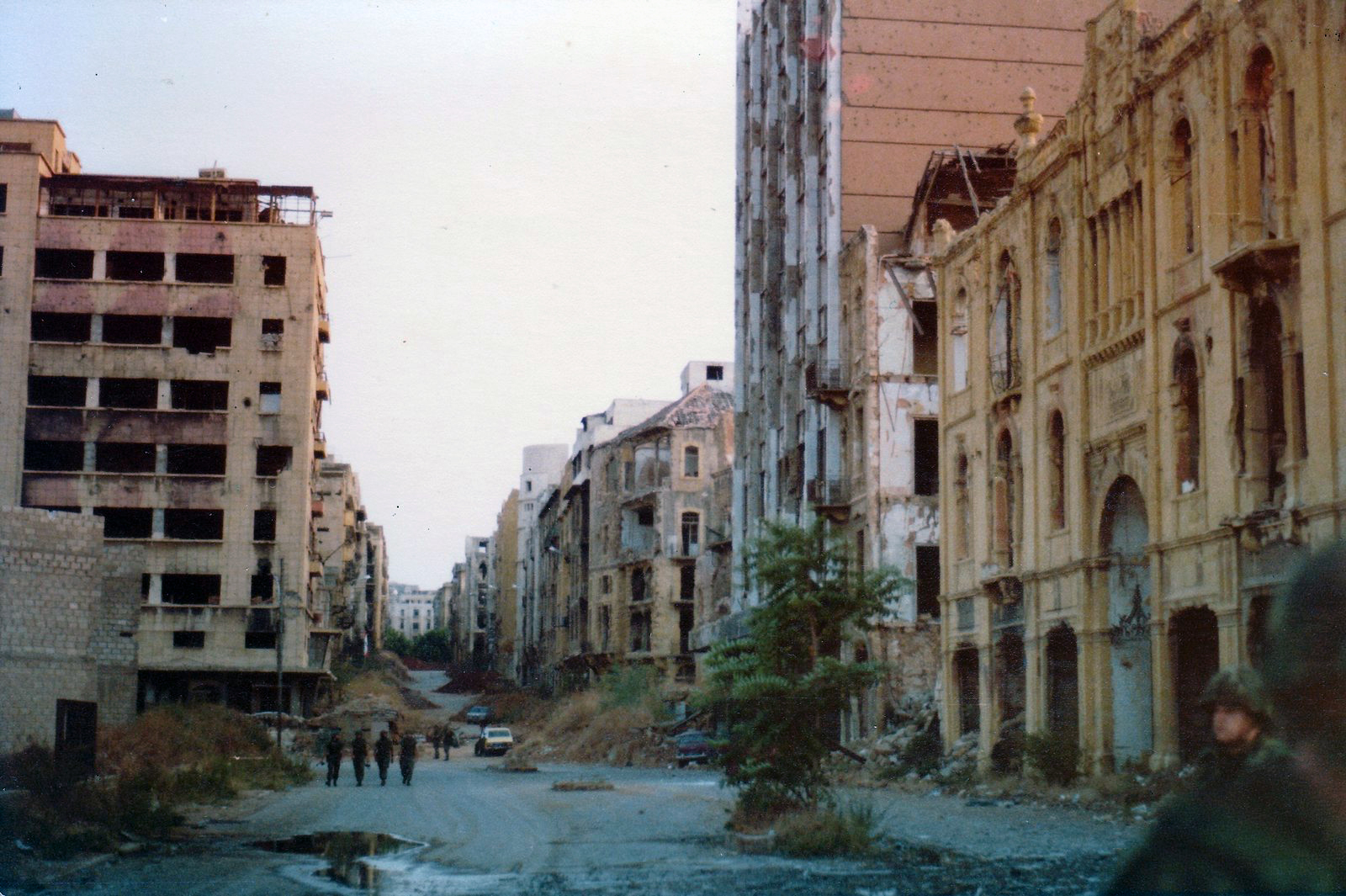
La linea verde che durante la guerra civile divideva la zona est (cristiana) dalla zona ovest (musulmana)

Nei quindici anni della guerra civile in Libano tra il 1975 e il 1990 Beirut fu uno dei principali campi di battaglia, e nel corso degli anni vi fu un massiccio esodo verso l'estero della popolazione civile, tra i quali numerosi ebrei e cristiani maroniti. Teatro di numerosi scontri tra le milizie cristiane e musulmane, Beirut venne anche bombardata dall'esercito israeliano intento a distruggere le basi organizzative e operative realizzate da Yasser Arafat, presidente del comitato esecutivo dell'OLP, al tempo avente sede in città.
Finita la guerra civile, che comportò la distruzione di numerose zone della città, il Libano fu occupato dalla FAD siriana dal 1991, che avviò i progetti di ricostruzione della città con l'intento di rendere nuovamente Beirut una delle principali città del mondo arabo.

### Gli anni 2000
Il 14 febbraio 2005 l'ex primo ministro Rafīq al-Ḥarīrī fu ucciso in un attentato insieme ad altre 22 persone; l'attentato, attribuito a forze di Hezbollah, suscitò un grande clamore che spinse migliaia di persone a scendere in piazza per protestare contro la presenza siriana in Libano in una serie di manifestazioni note come rivoluzione del Cedro, chiedendo il ritiro dal Paese delle forze militari siriane.
Nell'estate del 2006 i quartieri a sud di Beirut (a maggioranza sciita) e l'aeroporto vengono bombardati dall'esercito israeliano durante la guerra del Libano.
Nel maggio-giugno 2008 Beirut vive nuovamente il clima della guerra civile. Hezbollah, in seguito ad alcune azioni intraprese dal governo di Fouad Siniora, diede il via ad una protesta molto violenta bloccando strade, incendiando materiali e scontrandosi con i miliziani drusi che sono riusciti a fermare l'avanzata degli Hezbollah nelle montagne a sud-est della capitale costringendolo a ritirarsi. Nel giro di poco tempo il partito sciita conquistò la parte islamica di Beirut (Beirut ovest). Dopo questa prova di forza, che fece diversi morti, Hezbollah consegnò la città all'esercito libanese e decise di ritirarsi. Bisogna notare che la parte sciita in Libano è cresciuta enormemente in termini demografici rispetto al resto della popolazione, ma non è cresciuta altrettanto la sua rappresentanza politica nel paese.
Il 4 agosto 2020, Beirut è stata luogo di due violentissime esplosioni nei pressi del porto, di cui la più violenta ha causato oltre 220 morti e 7000 feriti.
La causa è stata attribuita all'esplosione di un deposito di nitrato d'ammonio di oltre 2750 tonnellate (equivalenti ad approssimativamente un chilotone) avvenuta a causa di un incendio.

## Geografia

### Territorio
Beirut è una città costiera situata nel bacino orientale del mar Mediterraneo, ai piedi della catena montuosa che attraversa il Libano. Essa si sviluppa su una piccola penisola leggermente collinare che si estende verso ovest nel mare e sulle colline verso sud-est.
La città è attraversata da un fiume omonimo.

### Clima
Il clima di Beirut è essenzialmente mediterraneo con inverni corti, piuttosto miti e frequentemente piovosi, mentre le estati sono lunghe e afose. Le temperature d'inverno sono mediamente intorno ai 14 °C mentre d'estate si arriva a più di 30, con un'umidità che può superare il 70%. In montagna si può sciare.

## Società

### Composizione etnoreligiosa

La Cattedrale di San Giorgio accanto alla Moschea Mohammad al-Amin

Costituente in origine una città prevalentemente abitata da musulmani sunniti e da cristiani greco-ortodossi, la città cominciò a estendersi a partire dal XIX secolo, con l'arrivo di migliaia di maroniti migrati dal monte Libano attratti dal settore tessile, soprattutto in seguito al conflitto del 1860. La popolazione di Beirut è oggi estremamente variegata: i principali gruppi religiosi sono rappresentati dai musulmani, principalmente sunniti e sciiti duodecimani, e dai cristiani, principalmente greco-ortodossi e maroniti, con minoranze di armeni apostolici, armeni cattolici, greco-cattolici melchiti, cattolici latini e protestanti. Vi è anche una piccola comunità ebraica. La città è divisa in due parti: una occidentale a maggioranza musulmana e una orientale quasi esclusivamente cristiana. Questa demarcazione si consolidò in occasione della guerra civile. Dal punto di vista etnico la stragrande maggioranza della popolazione è costituita da arabi, mentre sono presenti una cospicua comunità armena e una comunità curda. Sono presenti vaste comunità di profughi palestinesi e siriani. I palestinesi e i siriani risiedono principalmente a Burj El Barajneh e a Shatila.
La comunità armena, concentrata principalmente a Bourj Hammoud, si costituì durante il periodo ottomano e si rafforzò nella prima metà del XX secolo, in seguito all'arrivo di migliaia di armeni scampati al genocidio. La comunità ebraica di Beirut si è costituita nel periodo ottomano, con l'arrivo di sefarditi cacciati dai Re cattolici di Spagna; nel corso del XX secolo l'atmosfera cosmopolita e liberale di Beirut favorirono l'arrivo di ebrei da tutto il Medio Oriente, che si concentrarono a Wadi Abu Jamil. La presenza sciita, concentrata a Dahieh, si ampliò enormemente a partire dagli anni 1960. La città conobbe un'imponente crescita demografica tra gli anni 1950 e 1970, che comportò la quadruplicazione della popolazione, che passò da 300000 a circa 1200000. Gli immigrati erano principalmente sciiti dal Libano meridionale e dalla valle della Beqa' e maroniti dal monte Libano. Gran parte dei migranti si stabilì nei quartieri periferici meridionali e orientali.

## Cultura

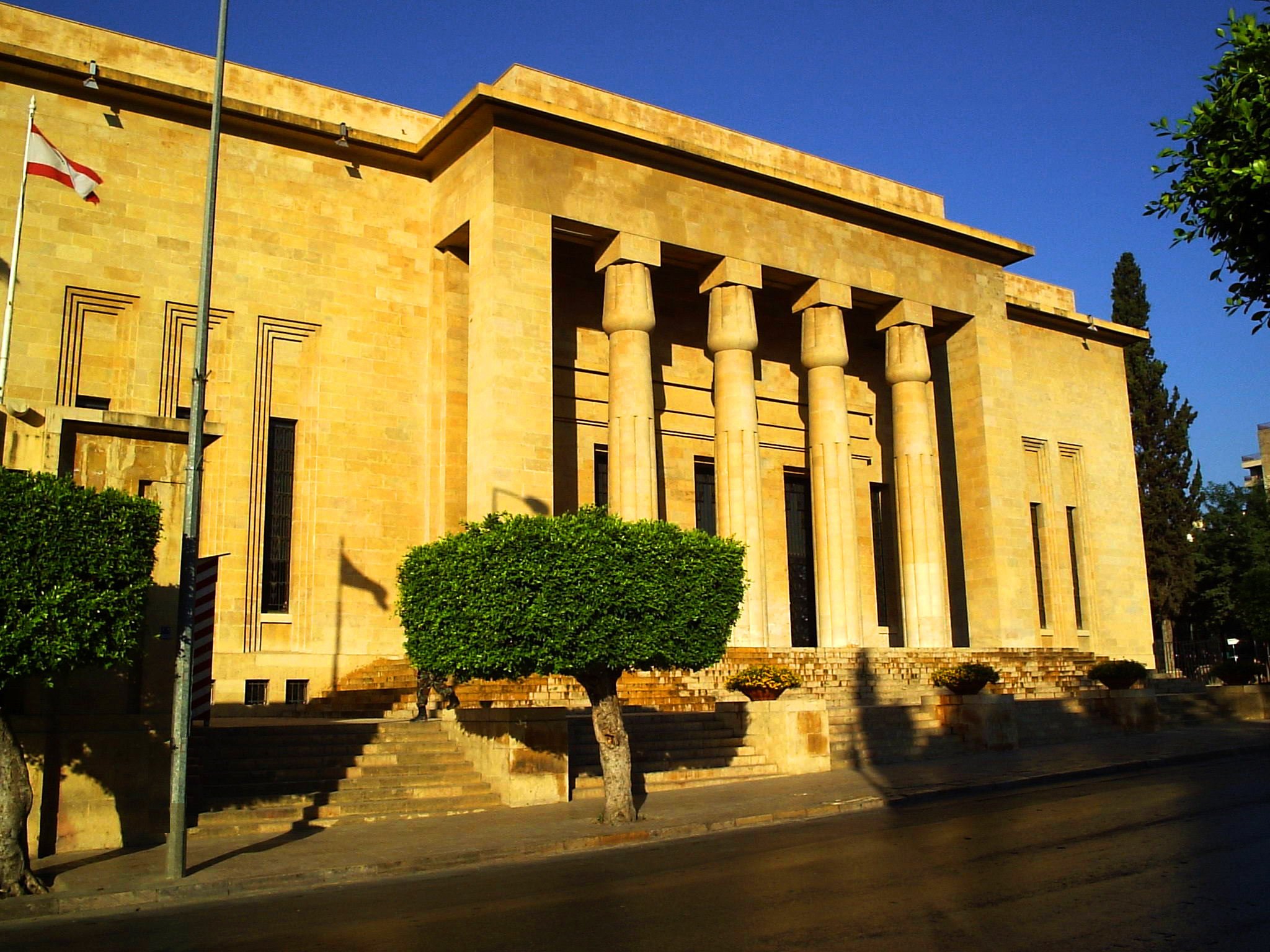
Museo nazionale di Beirut

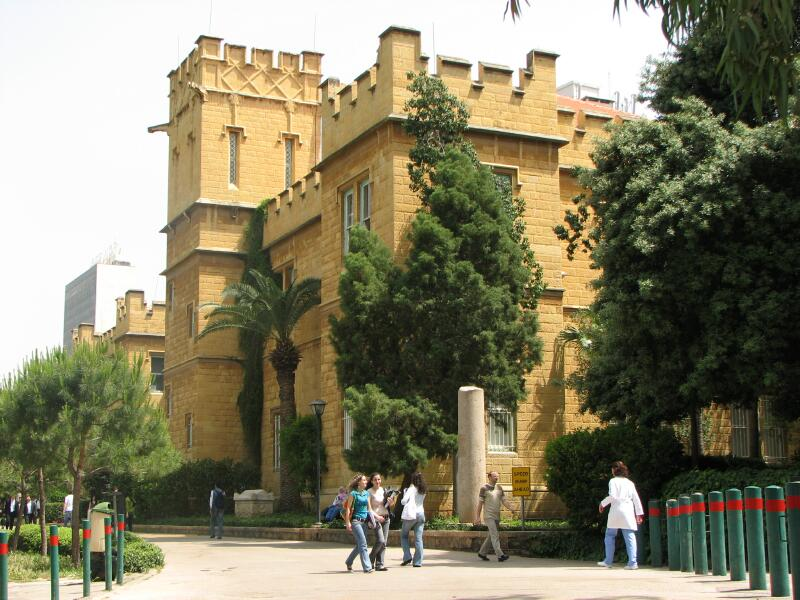
Museo dell'AUB

Beirut è considerata una delle capitali culturali più importanti di tutto il medioriente.
Questo grazie soprattutto alla tolleranza dei propri abitanti che ha permesso, nel corso dei secoli, alle varie etnie e gruppi religiosi di stabilirsi e svilupparsi.
Le attività culturali, come molti altri aspetti, si bloccarono durante gli anni della guerra civile.
Nel 1999 Beirut è stata eletta Capitale araba della cultura.
Beirut è sede di molte università e non mancano i musei, i centri culturali, le gallerie e i festival artistici. È sicuramente una città di respiro internazionale, nei fatti e nell'immaginario collettivo di tutto l'occidente.

### Università
- Università americana di Beirut (AUB)
- Università San Giuseppe
- Università Araba di Beirut
- Università Libanese
- Università Haigazian
- Università Spirito Santo di Kaslik (USEK)

### Musei
- Museo nazionale di Beirut
- Museo Sursock
- Museo della Cilicia
- Museo della AUB
- Museo privato di Robert Mouawad

## Centro di Beirut

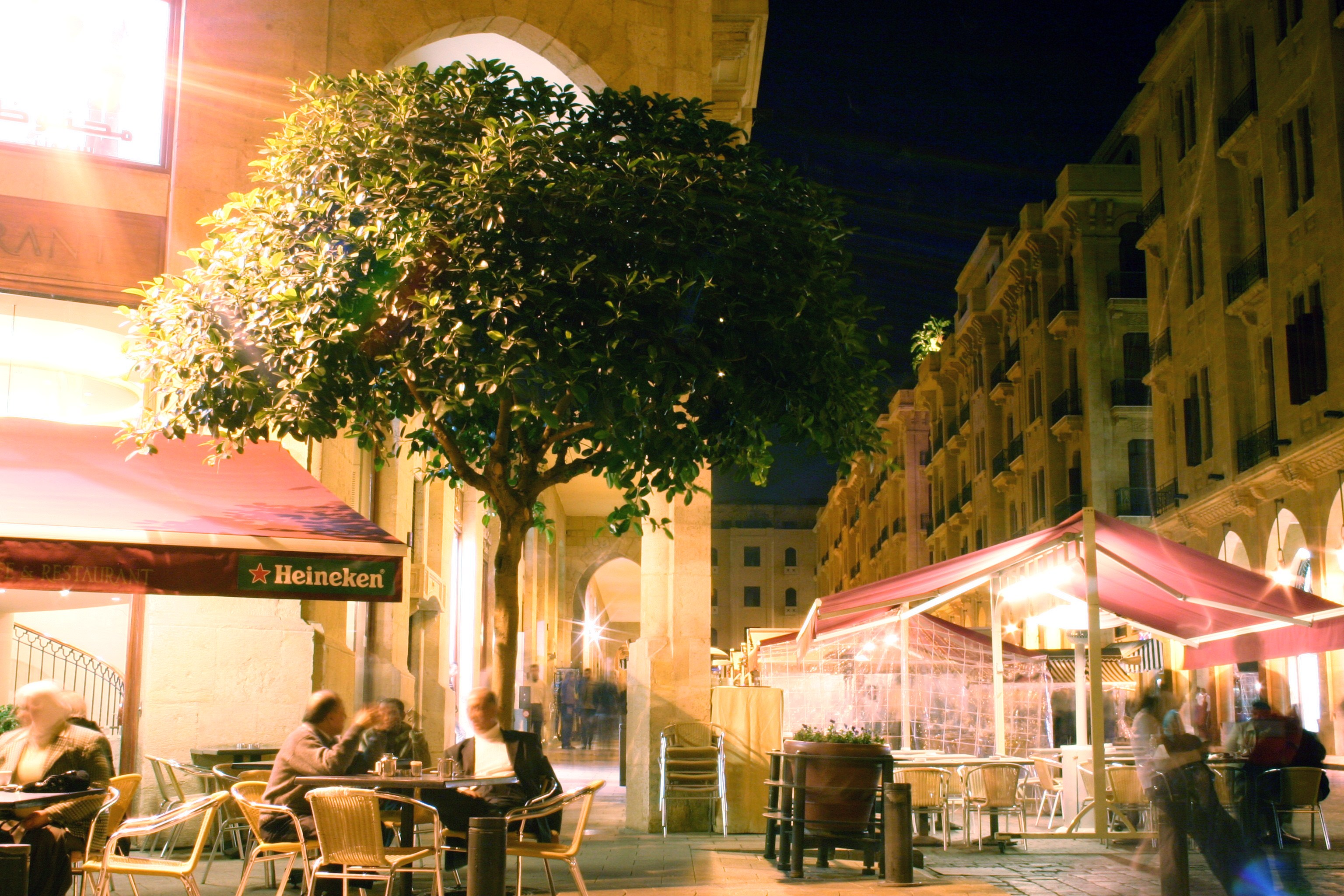
Scorcio del centro della città di sera

Il centro di Beirut uscì letteralmente devastato dalla guerra civile. Nel 1992 il primo ministro Rafiq Hariri, per riportare prestigio alla capitale e anche a tutto il Libano, diede vita a una delle più grandi opere di ricostruzione mai viste.
Per fare questo venne fondata la Società libanese per lo sviluppo e la ricostruzione del quartiere centrale di Beirut, meglio conosciuta come Solidere acronimo di Societé libanaise de reconstruction.
Questa era (ed è ancora) una società quotata anche in borsa e la maggior parte delle azioni apparteneva ai vecchi proprietari degli immobili. L'attuazione del progetto non fu semplice a causa di numerosi problemi legali e critiche nei confronti del premier, accusato di possedere la maggior parte delle azioni e quindi di aver scatenato un conflitto d'interessi.
Molti accusarono Solidere di non aver rispettato i patti con gli archeologi (tutta la zona era ricchissima di reperti) e di aver dato un'impronta troppo occidentale ai palazzi ma, nonostante tutto, il centro di Beirut è una delle zone più visitate della città, grazie ai lussuosi ristoranti e all'atmosfera più tranquilla rispetto al resto della capitale, dove il traffico automobilistico si può definire come minimo opprimente. Il centro di Beirut è costantemente presidiato dall'esercito, dalle forze di polizia, e da squadre di sicurezza private.

## Monumenti e luoghi d'interesse

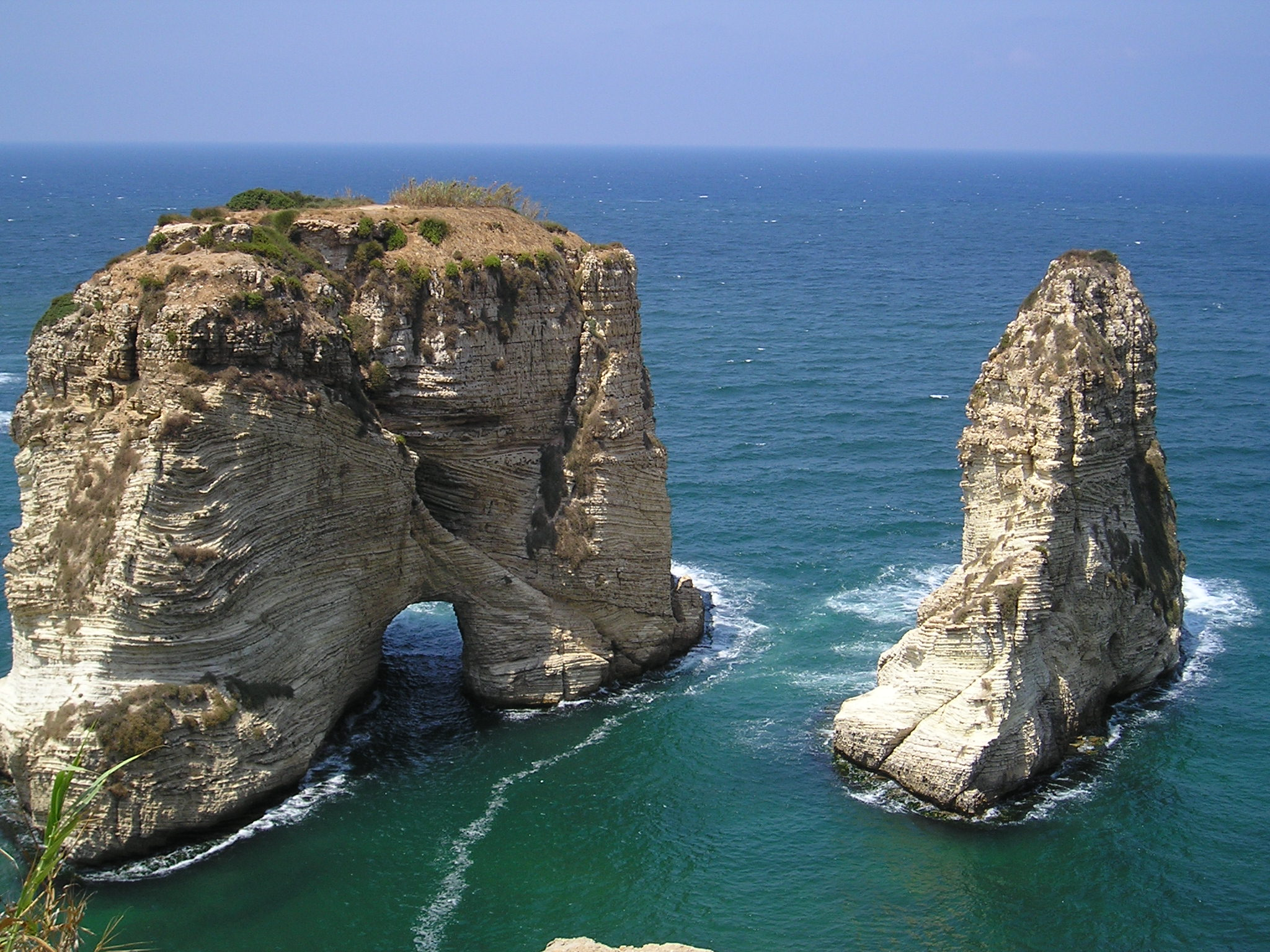
I faraglioni di Raouché visti dalla Corniche, il lungomare di Beirut.

La parte storica di Beirut ha subito danni enormi durante gli anni della guerra civile, causati sia dalle varie milizie che si affrontavano all'interno della città, sia dall'esercito israeliano. In particolar modo, dal 1969 al 1980 circa i ribelli e rifugiati palestinesi hanno commesso delle uccisioni di civili Cristiani libanesi in varie parti del Libano e nel 1982 l'esercito di Israele effettuò un bombardamento durissimo su parte della città. 
Nonostante questo, a Beirut rimangono ancora diversi luoghi interessanti, molti palazzi del periodo ottomano sono stati restaurati e alcune zone conservano ancora l'impronta di quella che era la città vecchia con diverse piccole vie, come nei quartieri cristiani di Achrafieh e di Gemmayzeh.
Interessante è anche passeggiare nel centro e trovarsi di fronte a palazzi completamente restaurati e altri ancora crivellati di pallottole. Attorno a Beirut ci sono dei campi profughi abitati dai rifugiati palestinesi trasferitisi in Libano negli anni 1948 e 1967 e teatro, durante la guerra civile, di molti atti di violenza tra cui il famoso massacro di Sabra e Shatila.

### Architetture civili
- Gran Serraglio
- Palazzo del parlamento
- Palazzo del Municipio
- Le Commodore Hotel Beirut

### Architetture religiose
- Cattedrale ortodossa di san Giorgio
- Cattedrale armeno - cattolica dei Santi Elia e Gregorio l'illuminatore.
- Moschea di al-ʿOmarī
- Cattedrale maronita di san Giorgio
- Moschea Mohammad al-Amin
- Sinagoga Maghen Abraham

### Altro
- Centro di Beirut
- Corniche
- Scogli del piccione
- Terme romane
- Campus della AUB-American University of Beirut
- Cardo maximus
- Piazza dei martiri (Place des Martyrs)

## Infrastrutture e trasporti

### Aeroporti
La città è servita dall'Aeroporto Internazionale Rafic al-Hariri.

### Porti
Il porto di Beirut funge da principale punto di accesso marittimo in Libano ed è un elemento vitale per l'importazione delle merci. Di proprietà del governo libanese, prima della grave esplosione del 4 agosto 2020 il porto comprendeva quattro bacini, 16 banchine e 12 magazzini. Ospitava un silos per il grano che fungeva da riserva strategica per il paese. La Base Navale di Beirut, quartier generale delle Marina libanese, fa parte del porto.

### Mobilità urbana
La città è servita da un rete di autobus urbani ed extraurbani che collegano la città al resto del Libano e alla Siria.

## Amministrazione

### Gemellaggi
- Amman
- Atene
- Trieste, dal 1956
- Baghdad
- Damasco
- Dubai
- Erevan
- Istanbul
- Los Angeles
- Lione
- Marsiglia
- Mosca
- Québec (città)
- Karachi

## Sport
Beirut, insieme a Sidone e Tripoli ha ospitato la Coppa d'Asia del 2000. Sono due gli stadi di Beirut: lo Sports City Camille Chamoun e lo Stadio Municipale di Beirut.
Sei squadre di calcio hanno sede a Beirut: Nejmeh, Ansar, Ahed, Safa, Racing Beirut e Shabab Sahel.
Due squadre di pallacanestro hanno sede a Beirut: Al-Riyadi Beirut e Sagesse. Entrambe giocano nella massima serie del Campionato di Pallacanestro Libanese.
Altri eventi sportivi che si svolgono a Beirut sono: Maratona di Beirut, corse di cavalli all'Ippodromo di Beirut, tornei di Golf e Tennis che si svolgono nel Golf Club del Libano o vari clib sportivi privati.
Recentemente Beirut ha preso parte anche al Campionato di Rugby Libanese che si svolge nella città con tre squadre a rappresentarla.

## Galleria d'immagini

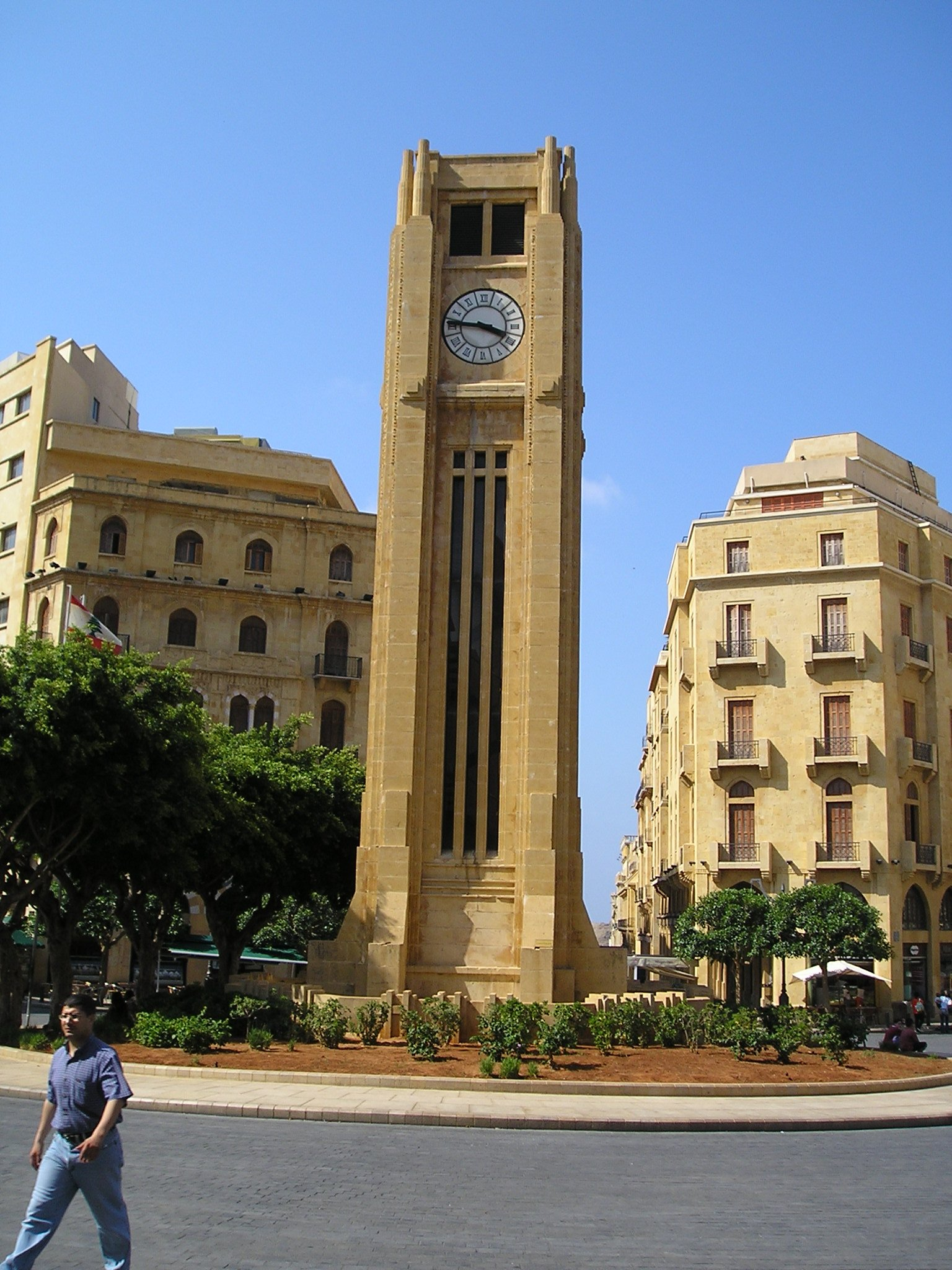
la torre dell'orologio a place d'Etoile
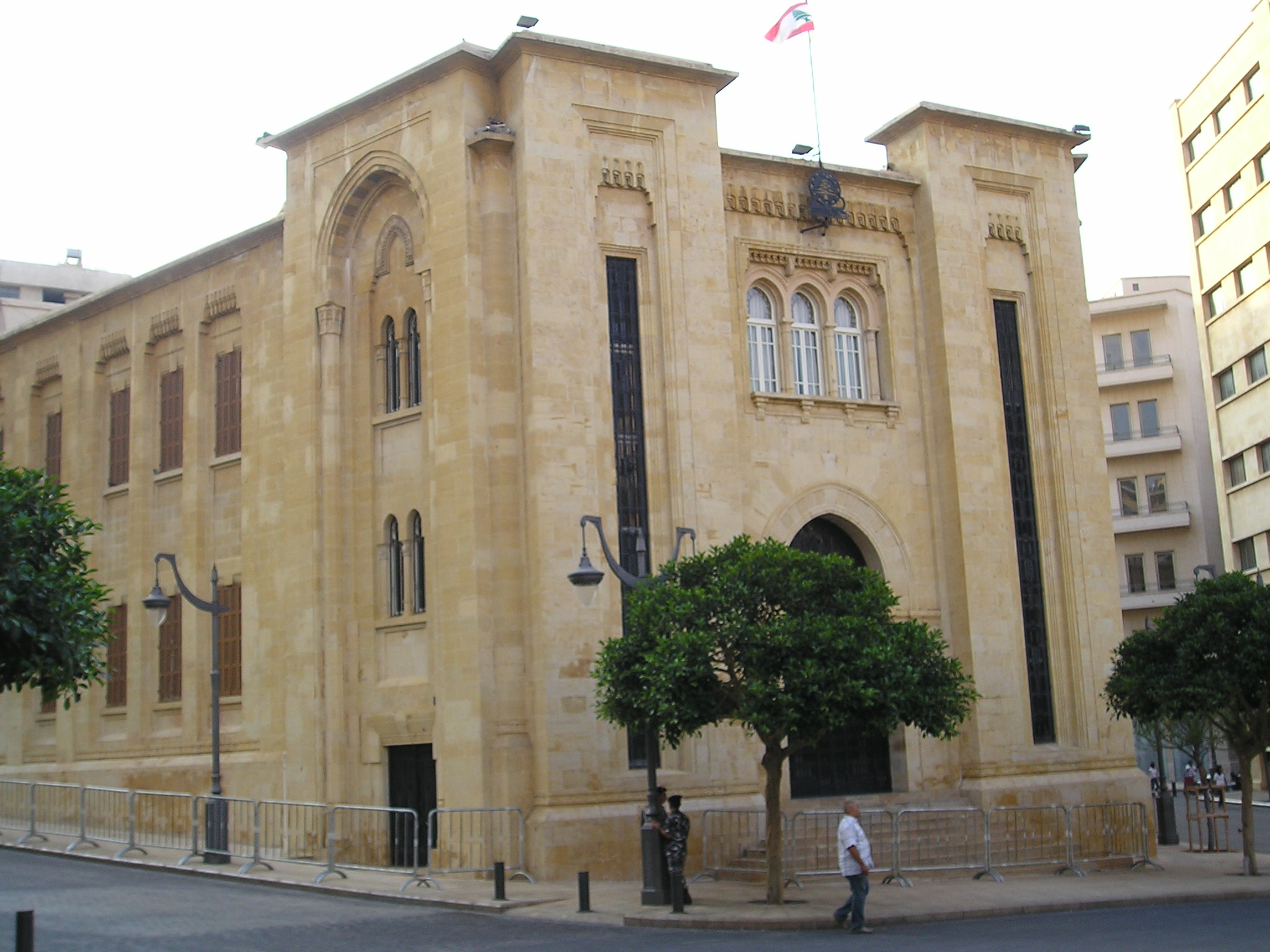
la sede del Parlamento
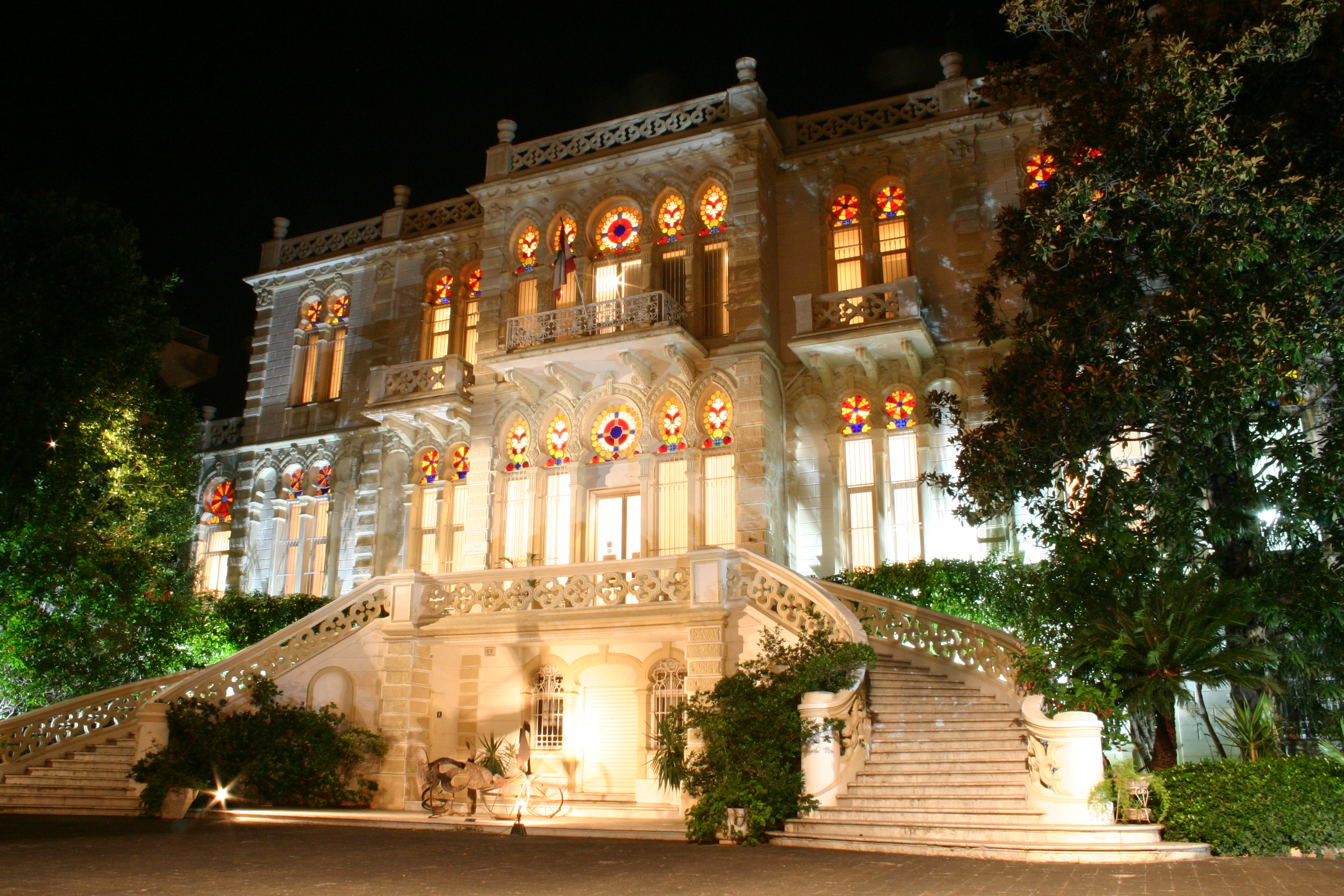
facciata del museo Sursock
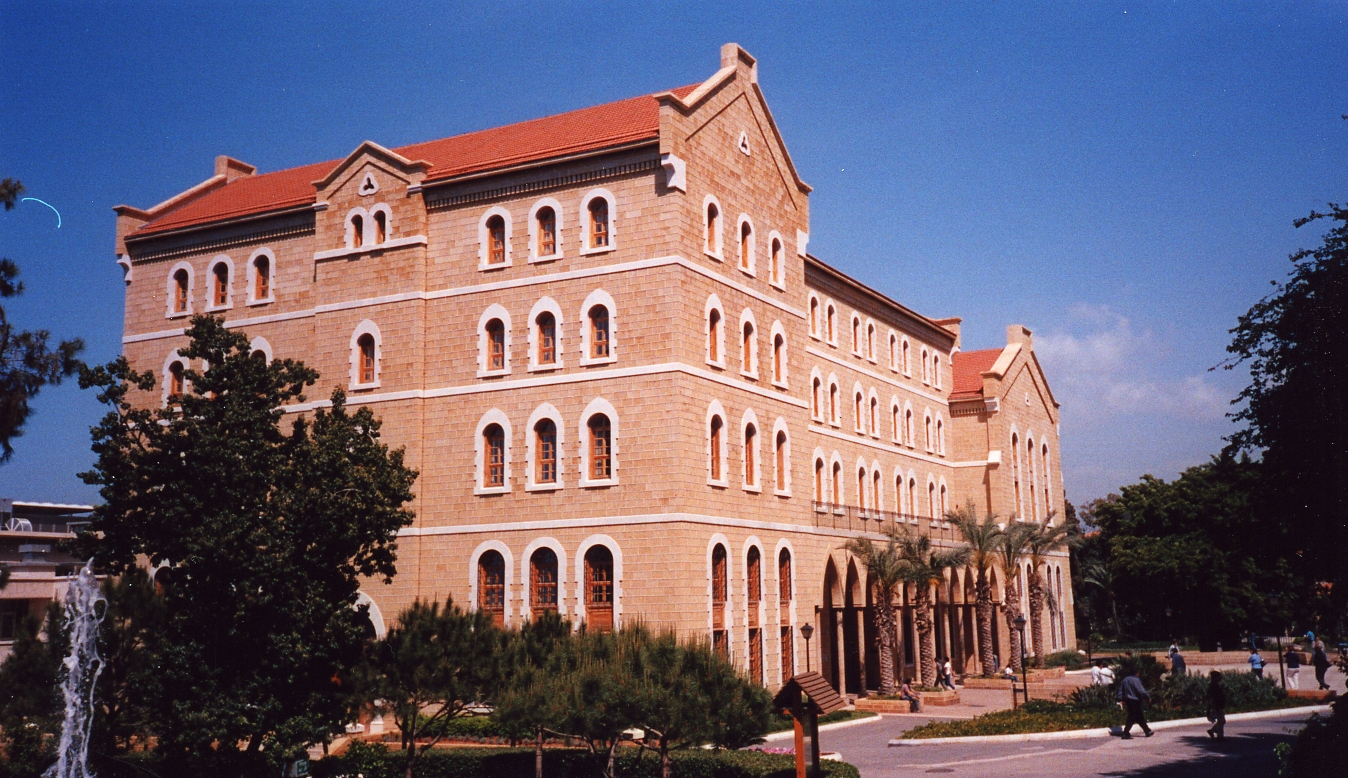
scorcio dell'American University of Beirut
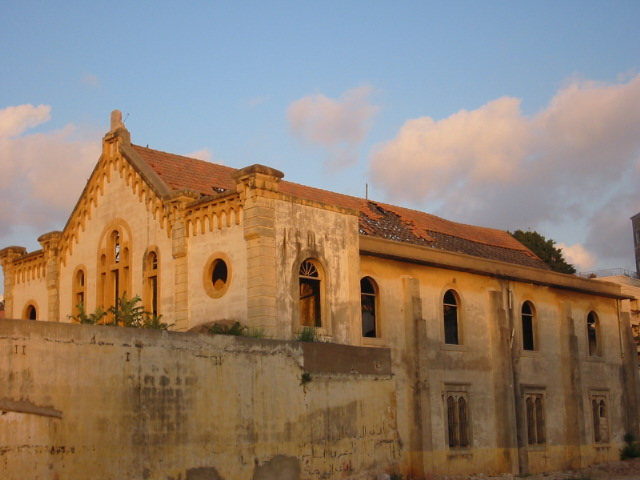
sinagoga Maghen Abraham
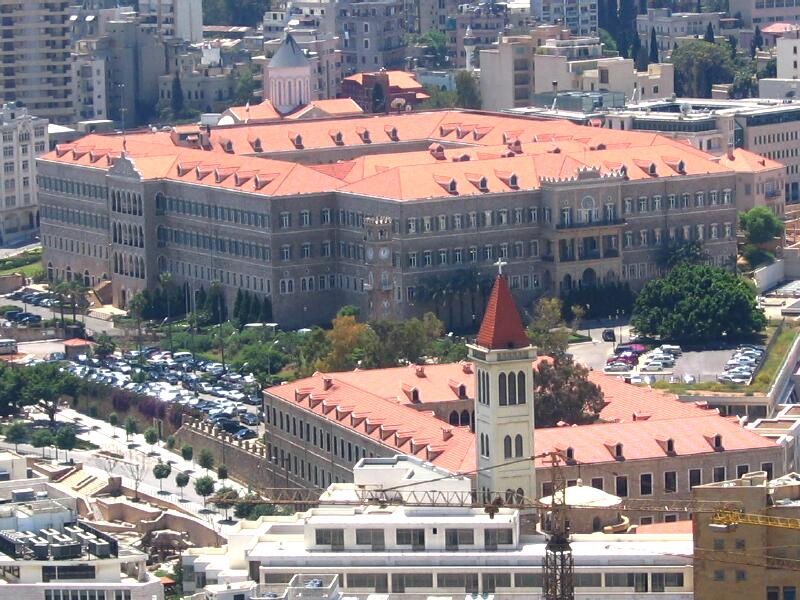
il Gran Serraglio
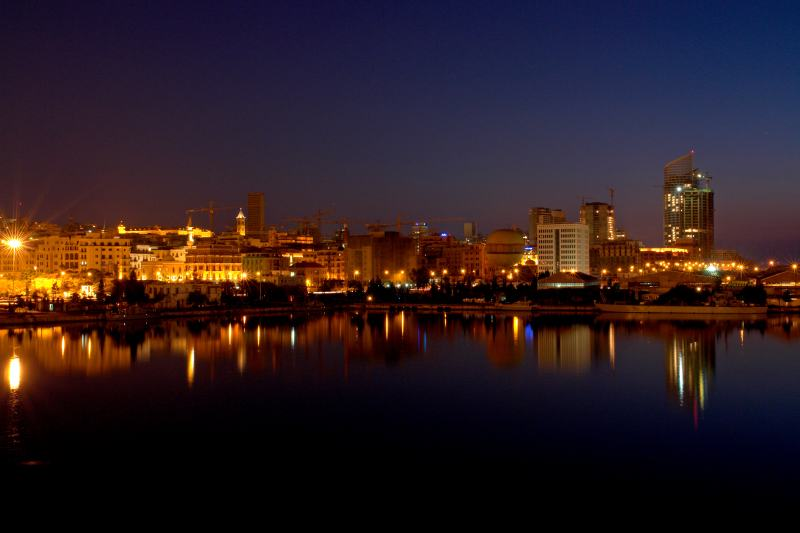
Centro città visto dal mare